# Franz Ruppert

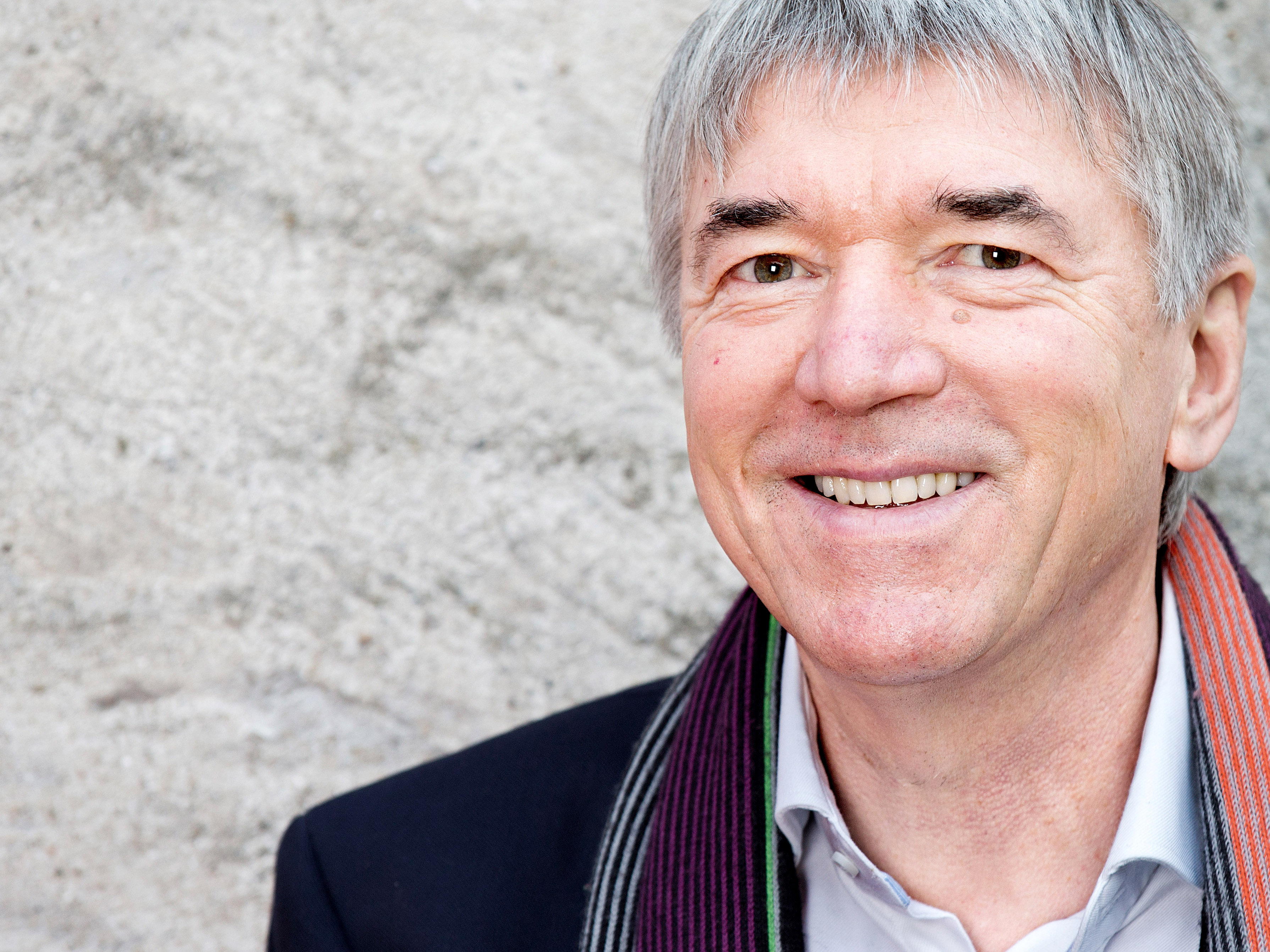
Franz Ruppert (2015)

Franz Ruppert (* 28. Mai 1957 in Langensallach) ist ein deutscher Psychotraumatologe, der als psychologischer Psychotherapeut in eigener Praxis in München tätig ist. Er hat seit 2000 die wissenschaftlich nicht anerkannte Identitätsorientierte Psychotraumatherapie (IoPT) entwickelt, die nicht durch den Wissenschaftlichen Beirat Psychotherapie anerkannt ist und anders als andere psychotherapeutische Verfahren nicht von den gesetzlichen Krankenkassen finanziert wird. Es gibt keine wissenschaftliche Evaluation oder Rezeption der Methode und alle Veröffentlichungen dazu stammen von Ruppert selbst.
Seit Herbst 2020 verbreitete er Falschinformationen und Verschwörungsmythen, die Corona-Pandemie würde von der WHO und Bill Gates aufgebauscht, um finanziellen Interessen zu dienen. Quarantänevorschriften verglich er mit der Schutzhaft der NS-Zeit.

## Leben und Wirken

### Kindheit und Ausbildung
Franz Ruppert wurde am 28. Mai 1957 als erstes von fünf Kindern in Langensallach (Landkreis Eichstätt) geboren. Die Familie habe in einfachen Verhältnissen gelebt; Ruppert habe in seiner Kindheit und Jugend körperliche und psychische Gewalt erfahren. Der Wunsch, seiner überlasteten und psychisch angeschlagenen Mutter besser helfen zu können, habe ihn dazu bewegt, eine Laufbahn als Psychologe einzuschlagen. Nach dem Abitur am Gabrieli-Gymnasium Eichstätt im Jahr 1976 studierte Ruppert bis 1982 Psychologie an der Ludwig-Maximilians-Universität München. Die Promotion zum Dr. phil. erfolgte 1985 an der Technischen Universität München auf dem Gebiet der Arbeitssicherheitsforschung bei Carl Graf Hoyos am Lehrstuhl für Psychologie.

### Beruflicher Werdegang
Erstmals im Gruppensetting arbeitete er bei der Berufsgenossenschaft der chemischen Industrie als Leiter für System- und Organisationsaufstellungen. 1992 wurde Ruppert zum Professor für Psychologie an die Katholische Stiftungshochschule München berufen, an der er bis 2022 psychologische Vorlesungen hielt und Seminare für Sozial- und Kindheitspädagogen anbot. 1999 erhielt Ruppert die staatliche Approbation als psychologischer Psychotherapeut. Seitdem ist Ruppert in München als Psychotherapeut tätig.
Als Psychotherapeut bietet er Vorträge, Weiterbildungen und Seminare zu der von ihm begründeten IoPT an. Seit 2012 veranstaltet Ruppert alle zwei Jahre einen Kongress zur Weiterentwicklung seiner Methode und ihrer Anwendung in der Praxis.

### Theorieansätze

#### Mehrgenerationale Psychotraumatologie, Traumabiografie und traumatisierte Gesellschaften
In seinen Büchern beschreibt Ruppert angebliche universell geltende Charakteristika traumatischer Prozesse und deren Konsequenzen für die menschliche Psyche. Trauma, so seine Definition, entstehe immer dann, wenn die menschliche Psyche traumatische Lebenserfahrungen nicht integrieren könne, sondern abspalten müsse, um sie aus dem Bewusstsein fernzuhalten. Schon in seiner Jugend habe sich Ruppert mit der Psychoanalyse nach Sigmund Freud beschäftigt. In der späteren Auseinandersetzung mit seiner eigenen Depression habe Ruppert diverse Werke der Traumaliteratur studiert, darunter solche von Peter Levine, Fischer/Riedesser und Frank Putnam. Diesen Ansatz habe er mit den Überlegungen John Bowlbys über die Eltern-Kind-Bindung verknüpft und hieraus seine Grundlagentheorie gewonnen, die er mehrgenerationale Psychotraumatologie nennt. Seit 2000 fokussiert sich Ruppert in seiner Forschung und therapeutischen Arbeit auf diesen bindungs- und traumazentrierten Theorieansatz.
Schließlich prägte Ruppert den Begriff der Traumabiografie, der zum Ausdruck bringen soll, dass seiner Auffassung nach viele Menschen nicht nur an den Folgen einer einmaligen Traumatisierung leiden, sondern ihr ganzes Leben von den Auswirkungen ihrer frühen Psychotraumata bestimmt werde, in der Regel ohne dass ihnen das überhaupt bewusst sei. Traumatisierte Menschen würden bevorzugt Partnerschaften mit Menschen eingehen, die ähnliche Traumata haben wie sie selbst.
Wo die Mehrheit der Gesellschaft mit den Folgen ihrer individuellen Psychotraumata lebe, bildeten sich über Generationen hinweg ganze „traumatisierte“ und ihrerseits wiederum „traumatisierende Gesellschaften“. Seine Therapiemethode richte sich daher an die breite Masse der von Täter-Opfer-Dynamiken betroffenen Menschen. Der Weg heraus aus diesen Dynamiken führe über den Kontakt mit unseren frühen Traumaerfahrungen und unterdrückten Gefühlen, um endlich mit dem zum Scheitern verurteilten Versuch unseres Unterbewusstseins aufhören zu können, „mit den Überlebensmustern von gestern die Probleme im Heute zu lösen“.

#### Krebs, Diabetes und ADHS
Ruppert sagt, alle körperlichen und psychischen Krankheiten entstünden durch „emotionale Verletzungen“. Ruppert bestreitet deshalb etwa die Existenz von ADHS. Das Syndrom sei vielmehr eine „Erfindung der Pharmaindustrie“, um mehr Medikamente verkaufen zu können. Krankheiten wie Krebs oder Diabetes bezeichnet er als „Konstruktion der Schulmedizin“.

#### Homo- und Bisexualität
Auch Homo- und Bisexualität ließen sich nach Ruppert mithilfe von Traumatheorien erklären. Frauen würden hierbei unbewusst weiter nach der Liebe ihrer Mutter suchen, wenn sie erotische und/oder romantische Beziehungen mit anderen Frauen eingehen; wenn Männer andere Männer attraktiv finden, würden sie sich nach der Vaterliebe sehnen, die ihnen in ihrer Kindheit verwehrt wurde. Ruppert nennt hier unter anderem das Beispiel eines Patienten, dessen Großmutter früh verstorben war:

„Seine Mutter sah in ihm die verstorbene [Groß]mutter. Der Patient wurde dadurch sowohl schwer depressiv als auch homosexuell. Er nahm in seinen Partnerbeziehungen mehr die Frauenrolle ein.“

Auch Missbrauchserfahrungen könnten nach Ruppert das Eingehen gleichgeschlechtlicher Partnerschaften bedingen. Durch traumatische Erfahrungen könnten bei Frauen Bindungstraumata dem anderen Geschlecht gegenüber entstehen. Jungen, die von Männern vergewaltigt wurden, würden diese Erfahrungen andererseits auf andere Männer übertragen und im Geschlechtsverkehr die „aktive Rolle“ (die des Täters) oder aber die „passive Rolle“ (die des Opfers) einnehmen.

#### Frühkindliche Entwicklung
Weitere Forschungsschwerpunkte sind frühkindliche und pränatale Formen des Psychotraumas und ihre Folgen auf die Persönlichkeitsentwicklung und Psychosomatik. Eine Traumatisierung könne auch schon vor der Geburt entstehen, wenn eine Mutter über einen Schwangerschaftsabbruch nachdenke. Die Existenz ungewollter Schwangerschaften leugnet er; auch bei einer Vergewaltigung könne man im Falle einer Schwangerschaft davon ausgehen, dass es vonseiten der Frau „eine gewisse Akzeptanz für die Befruchtung“ gegeben haben müsse.
Ruppert geht weiter davon aus, dass die frühe Fremdbetreuung in Kindergärten bei Kindern zu massiven Traumatisierungen führt und so eine gestörte Mutter-Kind-Beziehung und lebenslanges Leid entstehe. Allein durch den intensiven körperlichen Kontakt mit der (leiblichen) Mutter in den ersten drei Lebensjahren könne gewährleistet werden, dass sich Kinder zu psychisch gesunden Erwachsenen entwickeln. Andere Bezugspersonen wie Vater oder Großmutter könnten die Mutter in dieser Phase nicht dauerhaft ersetzen. Auch der Praktik der Leihmutterschaft stehe er deshalb kritisch gegenüber. Berufstätige Mütter beschreibt Ruppert als „beständig innerlich zerrissen“ bei dem Versuch, Beruf und Familie in Einklang zu bringen.
Ruppert kritisiert deshalb einzelne Fraktionen innerhalb des modernen Feminismus: diese würden die traditionelle Mutterrolle herunterwerten, da sie ihnen „zu primitiv und die Frauen diskriminierend“ erscheinen.

### Therapieansatz
Therapie bedeutet laut Ruppert Selbsterkenntnis und Selbstintegration. Er sagt, dass auch körperliche Erkrankungen Psychotraumafolgen seien. Die Einnahme von Medikamenten sei häufig nur eine Symptomunterdrückung oder -verschiebung und ersetze keine Psychotraumatherapie. Oft sei eine tiefgreifende Heilung nur möglich, wenn die psychotraumatischen Ursachen nicht im Verborgenen blieben.
Bei seiner „Anliegenmethode“ soll der Klient sein Anliegen aufstellen. Dadurch sollen innere Abspaltungen von Ich-Anteilen sichtbar werden, die durch ein Trauma entstanden sind sowie deren Reintegration gefördert werden. Seine Methode soll dabei helfen, Identifikationen aufzulösen, sich von Zuschreibungen anderer frei zu machen und zur Förderung einer früh unterbrochenen gesunden Identitätsentwicklung beitragen. Diese Therapieform ist sowohl für Gruppen- als auch für Einzelsettings geeignet.
Seine Methode basiert auf der Ego-State-Therapie (1980) unter Weglassung der täternahen Ich-Anteile. Jedoch gerade die offenkundigen sowie die verborgenen Täterintrojekte sind es, die Therapeuten Schwierigkeiten bereiten, da sie die herausforderndsten Momente, Tage oder Wochen für einen Therapeuten verursachen. Täteranteile können furchterregend, destruktiv, machtvoll, kontrollierend, ekelerregend und/oder gefährlich für sich und andere sein. Sie tragen die gefährlichsten und aversivsten Verhaltensweisen und Gefühle in sich. Sie haben das Überleben des Klienten abgesichert. Sie sind jedoch auch dafür verantwortlich, dass der Therapeut selbst wieder eine Therapie braucht, dass Patienten von der Behandlung ausgeschlossen werden, in der Behandlung missbraucht werden oder den Therapieprozess bremsen. Täternahe Anteile treten in der Behandlung z. B. als sogenannte „Borderline-Wut“ auf. Diese Anteile verstümmeln sich selbst während oder nach der Sitzung und sie terrorisieren/misshandeln andere Ich-Anteile.
Der klinische Psychotherapeut Jochen Peichl warnte 2007 davor, Rupperts Methode bei Patienten mit borderline-ähnlichen Strukturen, wie sie bei komplex traumatisierten Menschen vorzufinden seien, anzuwenden. Es sei fraglich, ob Rupperts Methode bei Patienten mit traumaassoziierten schweren Persönlichkeitsstörungen hilfreich sei. Nicht auszuschließen sei, dass eine massive Regression herbeigeführt werde, die zu nicht beherrschbaren Retraumatisierungen führen könne.

### Verbreitung von Verschwörungstheorien
Ruppert verbreitet seine Meinungen unter anderem auf den verschwörungsideologisch orientierten Websites KenFM und Rubikon, darunter auch Falschinformationen zur COVID-19-Pandemie. Die Corona-Pandemie würde von der WHO und Bill Gates aufgebauscht, um finanziellen Interessen zu dienen. Sie sei „von langer Hand vorbereitet und ein Testfall für das Umsetzen weiterer Pandemien“. Die Quarantänevorschriften und -einschränkungen wertet er als „massive Einschränkungen [seiner] unveräußerlichen Grundrechte“ und vergleicht sie mit der Schutzhaft der Nationalsozialisten. Er schreibt von einem „globalisierten Impfwahn“ als „gemeinsamem Suizid auf Raten“. Impfung und Testungen wertet er als „gewaltsame körperliche Penetration“ bis hin zu einer „körperlichen Vergewaltigung“.
Die Leitung der Katholischen Stiftungshochschule München distanzierte sich öffentlich von den Äußerungen Rupperts zur Corona-Pandemie.
Ein geplanter Auftritt Rupperts an der Volkshochschule Kolbermoor innerhalb einer Vortragsreihe mit dem Titel Nachdenken über Corona wurde von Stadträten kritisiert, die vor der Verbreitung von Verschwörungstmythen warnten. Der Bayerische Volkshochschulverband distanzierte sich in einer Erklärung von der „unwissenschaftlichen“ Veranstaltungsreihe.
Ruppert ist Mitglied der Basisdemokratischen Partei Deutschlands.

## Kritik

### Methoden der Erkenntnisgewinnung
Ruppert erklärt psychische Störungen mit seiner eigenen Erfahrung und nicht mit Erkenntnissen, die auf einer Auswertung dieser seiner Erfahrung mit wissenschaftlichen Verfahren beruhen. Um die von ihm aufgestellten Thesen verstehen zu können, sei eine „innere Offenheit“ notwendig.

### Anwenden der Aufstellungsmethode
Ruppert wendet in seiner Therapie Verfahren wie die Aufstellungsmethode an, die vor allem von Bert Hellingers Familienaufstellung geprägt wurde. Die Systemische Gesellschaft betont in ihrer Potsdamer Erklärung die Wichtigkeit einer tragfähigen und verantwortlichen therapeutischen Beziehung. Grundlegende Prämissen systemischer Therapie werden bei Bert Hellinger und Therapeuten mit ähnlichem Welt- und Menschenbild nicht eingehalten, darunter
- die Vernachlässigung von Auftragsklärung und Anliegenorientierung,
- die Ansage an den Klienten, potentiell demütigende Unterwerfungsrituale durchzuführen, sowie der Glaube, das Verneigen würde eine Heilung bewirken,
- die Verknüpfung der Interventionen mit heute ungewöhnlichen Formen des Menschenbildes (etwa in Bezug auf Genderfragen, Binationalität u. a.),
- der Glaube über eine Wahrheit („Ordnungen der Seele“) verfügen zu können, an der eine Person mehr teilhaftig sei als eine andere. Dies impliziert, dass keine partnerschaftliche Kooperationsbeziehung angestrebt wird.[31]

Ruppert versuche, die Familienaufstellung als eigene Therapiemethode von der Person Hellinger zu trennen.

### Vorwurf der Misogynie
Die Kleinkindpädagogin und Autorin Susanne Mierau bezeichnete Rupperts Aussagen als misogyn, sie entsprächen nicht dem aktuellen Forschungsstand.
Dass Ruppert die staatlich organisierte Erziehung in Kindertagesstätten ablehnt, sehen Erziehungswissenschaftler, Experteninnen und Experten durchaus kritisch. Judith Rahner von der Amadeu-Antonio-Stiftung führt an:

„[Personen wie Ruppert] wehren sich gegen Diversität, Emanzipation und gegen die staatliche Erziehung, die beides deutlich fördert. Sie wollen, dass Frauen zu Hause bleiben und Kinder in ihren biologisch vorgegebenen Rollen erziehen.“

## Privates
Ruppert lebt seit 1976 in München. In seinen Vierzigern sei er an einen schweren Depression erkrankt. Seit 1998 ist er mit der Frauenrechtlerin Juliane von Krause verheiratet.

## Veröffentlichungen
Bücher
- Verwirrte Seelen. Die Wahrheit heilt den Wahn. Kösel, München 2002, ISBN 978-3-466-30600-8.
- Trauma, Bindung und Familienstellen. Seelische Verletzungen verstehen und heilen. Klett-Cotta, Stuttgart 2005, ISBN 978-3-608-89045-7.
- Seelische Spaltung und innere Heilung. Traumatische Erfahrungen integrieren. Klett-Cotta, Stuttgart 2007, ISBN 978-3-608-89051-8.
- Symbiose und Autonomie. 5. Auflage. Klett-Cotta, Stuttgart 2017, ISBN 978-3-608-89215-4.
- Trauma, Angst und Liebe. Unterwegs zu gesunder Eigenständigkeit. Wie Aufstellungen dabei helfen. Kösel, München 2012, ISBN 978-3-466-30966-5.
- Wer bin ich in einer traumatisierten Gesellschaft? Wie Täter-Opfer-Dynamiken unser Leben bestimmen und wie wir uns daraus befreien. Klett-Cotta, Stuttgart 2018, ISBN 978-3-608-96270-3.
- Liebe, Lust & Trauma. Auf dem Weg zur gesunden sexuellen Identität. Kösel, München 2019, ISBN 978-3-466-34743-8.

Als Herausgeber
- Frühes Trauma. Schwangerschaft, Geburt und erste Lebensjahre. Klett-Cotta, Stuttgart 2014, ISBN 978-3-608-89150-8.
- Mit Harald Banzhaf (Hrsg.): Mein Körper, mein Trauma, mein Ich. Kösel, München 2017, ISBN 978-3-466-34644-8.

Ausgewählte Beiträge und Artikel
- Trauma und symbiotische Verstrickung – von der Familien- zur Traumaaufstellung. In: Zeitschrift für Psychotraumatologie, Psychotherapiewissenschaft, Psychologische Medizin. Heft 4/2009.
- Das Aufstellen des Anliegensatzes. Entwicklungsschritte und methodische Betrachtungen. In: Kirsten Nazarkiewicz, Kerstin Kuschik (Hrsg.): Handbuch Qualität in der Aufstellungsleitung. Vandenhoeck & Ruprecht, Göttingen 2015, ISBN 978-3-525-40467-6, S. 327–355.
- The Effects of Maternal Trauma on Children’s Psychological Health. In: John Wilks (Hrsg.): An Integrative Approach to Treating Babies and Children. Singing Dragon, London 2017, ISBN 978-1-84819-219-5, S. 45–57.
- Identität, Spaltung und Verlust der Ganzheit. In: Peter Bourguin, Kirsten Nazarkiewicz (Hrsg.): Trauma und Begegnung. Jahrbuch der Deutschen Gesellschaft für Systemaufstellungen. Vandenhoeck & Ruprecht, Göttingen 2017, ISBN 978-3-525-40512-3, S. 39–50.
- Heilung und Prävention früher Traumata. In: Inés Brock (Hrsg.): Wie die Geburtserfahrung unser Leben prägt. Psychosozial-Verlag, Gießen 2018, ISBN 978-3-8379-2718-4, S. 127–139.
- Mein Beruf als Trauma-Überlebensstrategie und Weg zu mir selbst. In: Stephanie Hartung (Hrsg.): Trauma in der Arbeitswelt. Springer Gabler, Berlin 2019, ISBN 978-3-662-58621-1, S. 197–214, doi:10.1007/978-3-662-58622-8_9.